# Джармуш, Джим
Джеймс Ро́берт Джа́рмуш (англ. James Robert Jarmusch; род. 22 января 1953, Кайахога-Фолс, Огайо, США) — американский кинорежиссёр, сценарист и музыкант.
Один из главных представителей американского независимого кинематографа. Неоднократный призёр Каннского кинофестиваля (1984, 1989, 1993, 2005).

## Биография
- «Рим — открытый город»

Джеймс Роберт «Джим» Джармуш родился 22 января 1953 года в городе Акрон, штат Огайо. По окончании школы в 1971 году в течение года обучался журналистике в Чикагском Северо-Западном университете, затем изменил свою специализацию на английскую литературу и отправился продолжать учёбу в Париж. Находясь в Париже, оказался под большим впечатлением от французского кино и активно посещал Французскую синематеку.
Проведя год за границей, Джармуш вернулся на родину. Он перевёлся в Колумбийский университет, где получил степень бакалавра по английской литературе в 1975 году. Любовь к кино, приобретённая во Франции, привела Джармуша в киношколу Нью-Йоркского университета (New York University’s school of film). В Нью-Йорке он нашёл работу ассистента у режиссёра Николаса Рэя, с которым поддерживал близкие отношения до смерти Рэя от рака в 1979 году.
Свой первый кинематографический опыт Джармуш приобрёл на съёмках фильма Николаса Рэя и Вима Вендерса «Молния над водой» (1980); документальная лента фиксирует мучительный процесс ухода Рэя из жизни. Параллельно Джармуш начал работу над своим полнометражным дебютом «Отпуск без конца». Снятая за 15 тысяч долларов на шестнадцатимиллиметровую плёнку картина вышла в 1980 году и получила высокие оценки критиков.
Второй фильм Джармуша «Более странно, чем в раю» (1984) появился после окончания съёмок дипломной работы — тридцатиминутной короткометражке о венгерских эмигрантах «Новый мир» (New World). Безусловные художественные достоинства последующего фильма позволили ему получить приз «Золотая камера» за лучший дебют на Каннском кинофестивале. «Более странно, чем в раю» — одна из важнейших лент американского независимого кино. В схожей манере Джармуш снял фильмы «Вне закона» (1986) и «Загадочный поезд» (1989). В результате получилась своеобразная трилогия; ленты дают неожиданный взгляд на Америку глазами иностранца.
В 1986 году появился шестиминутный фильм «Кофе и сигареты», в нём Роберто Бениньи и Стивен Райт потребляют означенные продукты и решают, кому из них стоит идти к зубному врачу. Так стартует самый необычный проект Джармуша, завершившийся в 2003 году выходом полнометражной ленты «Кофе и сигареты», содержащей 11 новелл, в которых любимые актёры и музыканты режиссёра курят, пьют кофе и ведут диалоги друг с другом.
Джармуш знаменит своей особенностью объединять в картинах ряд историй. Так, фильм 1991 года «Ночь на Земле» состоит из пяти новелл, связанных общей темой — город, ночь, такси. «Ночь на Земле» — это пять городов мира, пять случайных встреч.
Мистический вестерн «Мертвец» (1995) был оценен критикой только через несколько лет после премьеры в Каннах.
Картина «Пёс-призрак: Путь самурая» (1999) пародирует популярный в недавнем прошлом голливудский жанр гангстерского фильма. Одновременно эта лента предвосхищает возникшую в начале XXI века моду на Японию в творчестве американских режиссёров (София Коппола, Квентин Тарантино, Эдвард Цвик и Роб Маршалл снимут свои «японские» фильмы уже после Джармуша). Этот факт ещё раз свидетельствует о том, что именно независимые режиссёры зачастую прокладывают тот путь, по которому затем движется Голливуд.
Фильм Джармуша «Сломанные цветы» (2005) кажется шагом режиссёра в сторону мейнстрима. Вместо привычных маргиналов главным героем картины становится преуспевающий компьютерщик в исполнении Билла Мюррея, отправляющийся в путешествие по следам своих былых любовных приключений. За эту ленту Джармуш получает Гран-при Каннского кинофестиваля.
В 2006 году снял клип для группы The Raconteurs на песню «Steady, As She Goes».
В 2009 году Джармуш выпустил фильм-притчу «Пределы контроля» под эгидой Focus Features, который получила смешанные отзывы от кинокритиков.
В 2012 году Джим совместно с голландским лютнистом Йозефом ван Виссемом выпустил два минималистических музыкальных альбома: Concerning the Entrance into Eternity и The Mystery of Heaven.
В 2013 году Джармуш снял фильм «Выживут только любовники», который сам описывает как «криптовампирскую любовную историю».
В 2016 году состоялась премьера фильма «Патерсон». Сюжет фильма рассказывает о повседневных переживаниях водителя автобуса и поэта из Патерсона, штат Нью-Джерси. Источником вдохновения для фильма послужило творчество Уильяма Карлоса Уильямса поэта-объективиста и его поэма «Патерсон». Фильм отличается язвительным, минималистичным стилем, характерным для других работ Джармуша, и получил 22 номинации на престижные кинопремии.

## Фильмография

### Режиссёрские работы
| Год  |     | Русское название                         | Оригинальное название                              | Роль                          |
| ---- | --- | ---------------------------------------- | -------------------------------------------------- | ----------------------------- |
| 1980 | ф   | Отпуск без конца                         | Permanent Vacation                                 | режиссёр, продюсер, сценарист |
| 1984 | ф   | Более странно, чем в раю                 | Stranger Than Paradise                             | режиссёр, сценарист           |
| 1986 | кор | Кофе и сигареты                          | Coffee and Cigarettes                              | режиссёр, сценарист           |
| 1986 | ф   | Вне закона                               | Down By Law                                        | режиссёр, сценарист           |
| 1989 | кор | Кофе и сигареты, мемфисская версия       | Coffee and Cigarettes, Memphis Version             | режиссёр, сценарист           |
| 1989 | ф   | Таинственный поезд                       | Mystery Train                                      | режиссёр, сценарист           |
| 1991 | ф   | Ночь на Земле                            | Night on Earth                                     | режиссёр, продюсер, сценарист |
| 1992 | док | Ленты Гаража                             | The Garage Tapes                                   | режиссёр                      |
| 1993 | кор | Кофе и сигареты: Где-то в Калифорнии     | Coffee and Cigarettes: Somewhere in California     | режиссёр, сценарист           |
| 1995 | ф   | Мертвец                                  | Dead Man                                           | режиссёр, сценарист           |
| 1997 | док | Год лошади                               | Year of the Horse: Neil Young and Crazy Horse Live | режиссёр, оператор            |
| 1999 | ф   | Пёс-призрак: путь самурая                | Ghost Dog: The Way of the Samurai                  | режиссёр, продюсер, сценарист |
| 2002 | ф   | На десять минут старше: Труба            | Ten Minutes Older: The Trumpet                     | режиссёр, сценарист           |
| 2003 | ф   | Кофе и сигареты                          | Coffee and Cigarettes                              | режиссёр, сценарист           |
| 2005 | ф   | Сломанные цветы                          | Broken Flowers                                     | режиссёр, сценарист           |
| 2009 | ф   | Пределы контроля                         | The Limits of Control                              | режиссёр, сценарист           |
| 2013 | ф   | Выживут только любовники                 | Only Lovers Left Alive                             | режиссёр, сценарист           |
| 2016 | док | Gimme Danger. История Игги и The Stooges | Gimme Danger                                       | режиссёр, сценарист           |
| 2016 | ф   | Патерсон                                 | Paterson                                           | режиссёр, сценарист           |
| 2019 | ф   | Мёртвые не умирают                       | The Dead Don't Die                                 | режиссёр, сценарист           |
|      | ф   | Отец, мать, сестра, брат                 | Father, Mother, Sister, Brother                    | режиссёр, сценарист           |

### Роли в кино
| Год  |     | Русское название                        | Оригинальное название                 | Роль                          |
| ---- | --- | --------------------------------------- | ------------------------------------- | ----------------------------- |
| 1983 | ф   | Фрейлин Берлин                          | Fräulein Berlin                       | -                             |
| 1984 | ф   | Американский автобан                    | American Autobahn                     | Продюсер                      |
| 1987 | ф   | Прямо в ад                              | Straight to Hell                      | Амос Дэйд                     |
| 1987 | ф   | Хельсинки-Неаполь всю ночь напролет     | Helsinki-Naples All Night Long        | Бармен №2                     |
| 1988 | ф   | Леденцовая гора                         | Candy Mountain                        | -                             |
| 1989 | ф   | Ленинградские ковбои едут в Америку     | Leningrad Cowboys Go America          | Торговец машинами в Нью Йорке |
| 1990 | ф   | Золотая лодка                           | The Golden Boat                       | Незнакомец                    |
| 1992 | ф   | В супе                                  | In the Soup                           | Монти                         |
| 1994 | ф   | Железные всадники                       | Iron Horsemen                         | Серебряный всадник            |
| 1995 | ф   | С унынием в лице                        | Blue in the Face                      | Боб                           |
| 1996 | ф   | Отточенное лезвие                       | Sling Blade                           | Мальчик мороженое             |
| 1996 | ф   | Человек Канн                            | Cannes Man                            | Камео                         |
| 1997 | док | Год лошади                              | Year of the Horse                     | Джим Джармуш                  |
| 2002 | ф   | Ви-ай-пи                                | V.I.P.                                | -                             |
| 2005 | док | Угол зрения: История панк-рока          | Punk: Attitude                        | -                             |
| 2007 | ф   | Джо Страммер: Будущее – как чистый лист | Joe Strummer: The Future Is Unwritten | -                             |
| 2009 | с   | Смертельно скучающий                    | Bored to Death                        | Джим Джармуш                  |

## Другие проекты
В начале 1980-х Джармуш сотрудничал с Dark Day, сайд-проектом клавишника из авангардной No Wave-группы DNA. Некоторое время он был участником ещё одной No Wave-группы, The Del-Byzanteens, выпустившей один студийный альбом, EP и сингл «Draft Riot». В интервью журналу Washington Post, опубликованном в октябрьском номере за 1984 год, Джармуш прокомментировал это так: «В то время в Нью-Йорке у каждого была своя группа. Считалось, что не нужно быть виртуозным музыкантом, чтобы иметь группу: дух, идея были важнее, чем умение хорошо играть; это [представление] оказало влияние и на многих режиссёров». Продолжает периодически сотрудничать с различными музыкантами: так, в 2005 году он появился в качестве «гостя» в альбоме-сборнике Wu-Tang Clan «Wu-Tang Meets Indie Culture», в 2006 White Stripes выпустили специальным ограниченным тиражом в 2000 копий сингл, на который вошли ремиксы их песни «Blue Orchid», сделанные Джармушем и Мишелем Гондри. Джармуш является автором ряда эссе об известных музыкантах и группах; у него имеются поэтические публикации. Он основатель шуточного «тайного общества» «Sons of Lee Marvin» (Сыновья Ли Марвина), состоящего из людей, которые «выглядят так, как будто они могли бы быть сыновьями Ли Марвина»; из членов этого «общества» известны Том Уэйтс, Джон Лури, Джон Бурмен и Ник Кейв, некоторые источники указывают также на таких персонажей, как Игги Поп, Нил Янг, Тёрстон Мур, Джош Бролин и т. д.
Джармуш является участником рок-группы SQÜRL, которую он основал вместе с Картером Логаном и Шейн Стоунбек. Кавер группы SQÜRL на песню Ванды Джексон 1961 года «Funnel of Love» использован в качестве саундтрека к фильму «Выживут только любовники».

## Дискография

#### Студийные альбомы
- Concerning the Entrance into Eternity (Important Records, 2012) с Йозеф ван Виссем
- The Mystery of Heaven (Sacred Bones Records, 2012) с Йозеф ван Виссем
- EP #1 (ATP Recordings, 2013) с группой Sqürl
- EP #2 (ATP Recordings, 2013) с группой Sqürl
- EP #3 (ATP Recordings, 2014) с группой Sqürl
- EP #260 (Sacred Bones Records, 2017) с группой Sqürl — анонсирован выход 27 июля 2017[14]
- SQÜRL Live at Third Man Records (12" vinyl, A Third Man Records, 2016) (as Sqürl)

#### Гостевое участие
- Jozef van Wissem — песня «Concerning the Beautiful Human Form After Death» в альбоме The Joy That Never Ends (2011)
- Fucked Up — «Year of the Tiger» (2012)